# アレックス・ソモサ
アレックス・ソモサ（Alex Somoza, 1986年7月7日 - ）は、アンドラ公国・アンドラ・ラ・ベリャ出身の元サッカー選手。元アンドラ代表である。ポジションはMF。

## 経歴

### 選手時代
FCサンタ・コロマ、CEプリンシパト、FCランジェルス、CDビネファル、FCアンドラでプレーしている。2006年にアンドラ代表デビューし、2010 FIFAワールドカップ・ヨーロッパ予選では、いずれも2008年後半に行われたクロアチア戦（0-4）とカザフスタン戦（0-3）の2試合に出場した。2014年にFCアンドラがスペイン6部相当のリーグからの降格が決定したシーズンに現役を引退した。

### 指導者として
2016年にアンドラ2部のインテル・ダスカルダスの監督に就任すると1位で昇格を果たした。